# 팔레스타인 아랍 봉기 (1936년~1939년)

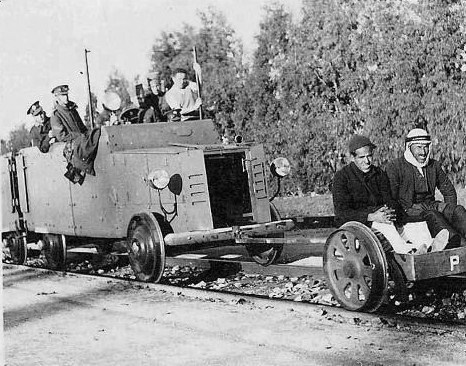
두 명의 팔레스타인 아랍인 인질이 탑승한 장갑 열차 차량에 탄 영국 군인들이 인간 방패로 사용됐다.

팔레스타인 아랍 봉기 (1936년~1939년) 또는 팔레스타인 대반란은 영국 위임통치령 팔레스타인에 대항하여 팔레스타인 아랍인들이 일으킨 민족주의 봉기로, 아랍의 독립과 유대인 이민 및 토지 매입 정책의 종식을 요구하며 "유대인 민족가옥"을 설립하는 것을 목표로 한 반란이다. 봉기는 이민자 유대인의 유입이 절정에 달했던 시기인 약 6만 명과 동시에 1935년 영국의 지원 아래 57,000명에서 32만 명으로 증가했고 시골뜨기들의 곤경이 커지면서 땅이 없어졌고, 그들은 비참한 가난에서 벗어나기 위해 대도시 중심지로 이주하면서 그들 자신을 사회적으로 고립시켰다. 초기화된 1920년 이래로 유대인과 팔레스타인은 일련의 공격과 반격에 연루되었고, 봉기의 직접적인 불씨는 카사미트 밴드에 의한 유대인 두 명의 살해와 두 명의 아랍 노동자의 유대인 무장괴한들에 의한 보복적인 살해였다. 한 달 후, 아민 알 후세이니는 1936년 5월 16일을 '팔레스타인의 날'로 선포하고 총파업을 요구했다. 이 반란은 유대계 이슈브들에 의해 종종 파시즘과 나치즘에 비유되는 "부도덕하고 테러적인" 것으로 낙인찍혔다. 그러나 다비드 벤구리온은 아랍의 원인을 유대인 경제력에 대한 두려움, 유대인 집단 이민에 대한 반대, 영국과 시온주의가 동일시되는 것에 대한 두려움으로 묘사했다.
총파업은 1936년 4월부터 10월까지 계속되었다. 그 반란은 종종 두 가지 뚜렷한 단계로 분석된다. 첫 번째 단계는 자발적인 대중 저항의 하나로, 두 번째 순간에 도시와 엘리트주의 고등 아랍 위원회(HAC)에 의해 장악되었고, 주로 정치적 결과를 확보하기 위해 파업과 다른 형태의 정치적 시위에 집중되었다. 1936년 10월, 이 단계는 정치적 양보, 국제 외교(이라크, 사우디아라비아, 트란스요르단, 예멘의 통치자 포함)와 계엄령 위협의 조합을 사용하여 영국 시민 행정부에 의해 패배되었다. 1937년 후반부터 시작된 2단계는 1936년 영국의 탄압에 의해 촉발된 농민 주도 저항 운동으로, 군대 자체가 반란을 지지한다고 생각하는 마을들을 점점 더 목표로 하면서 점점 더 많은 영국군이 표적이 되었다. 이 기간 동안, 반란은 영국 육군과 팔레스타인 경찰에 의해 잔인하게 진압되었고, 이는 전체 국민을 위협하고 반란에 대한 대중의 지지를 약화시키기 위한 것이었다. 아랍 쪽에서 더 지배적인 역할은 나샤시비 씨족에 의해 맡겼는데, 나샤시비 씨족은 반역자 아민 알 후세이니의 급진파가 이끄는 아랍 고등 위원회에서 재빨리 철수하고 대신 영국 편을 들어 민족주의자와 지하디스트 아랍 "파사일" 부대에 대항하여 영국 육군에 협조하여 파사일 알 살람을 파견했다.
반란 전체를 다룬 영국의 공식 인물에 따르면, 군과 경찰은 전투에서 2,000명 이상의 아랍인을 죽였고, 108명이 교수형을 당했으며, 961명이 사망했다. 영국의 통계를 분석한 결과 왈리드 칼리디는 아랍인 1만9792명이 사망했으며, 영국군이 3,832명을 사살하고 1,200명이 사망했으며, 14,760명이 부상을 입은 것으로 추정했다. 한 추정에 따르면, 20세에서 60세 사이의 성인 남성 팔레스타인 아랍인 인구의 10%가 죽거나, 부상당하거나, 투옥되거나, 추방되었다. 팔레스타인 유대인들이 살해된 것으로 추정되고 있다.
의무 팔레스타인에서의 아랍 반란은 성공하지 못했고, 그 결과는 1948년 팔레스타인 전쟁의 결과에 영향을 미쳤다. 영국 위임통치령이 하가나와 같은 시온주의 이전의 민병대를 결정적으로 지원하게 된 반면, 팔레스타인 아랍 측에서는 반란으로 인해 당시 주요 팔레스타인 아랍 지도자였던 아민 알 후세이니의 망명길에 올랐다.

## 같이 보기
- 1941년 이라크 쿠데타